# الموي
موي ‎ (萌え، تلفظ ياباني: ‎[مو-ويه]‏  ( سماع)) هي كلمة يابانية تشير إلى مشاعر تأثر قوية لشخصيات أنمي، مانغا ، لعبة فيديو ووسائط اخرى مرتبطة بثقافة الأوتاكو. وتستخدم كلمة "موي" ايضاً لوصف مشاعر تأثر قوية لاي شيء ممكن.

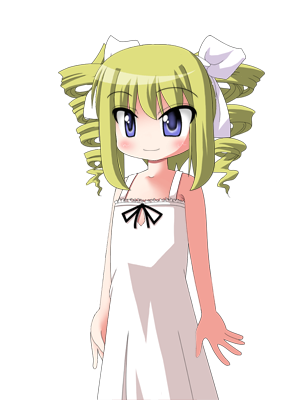
الموي

ترتبط كلمة "موي" بالشخصيات اللطيفة والتي لا يستطيع الشخص مقاومة شعوره نحوها. نشأت كلمة موي في أواخر الثمانينيات وأوائل التسعينيات في اليابان وهي ذات أصل غير معروف، على الرغم من وجود العديد من النظريات حول كيفية استخدامها. شخصيات الموي انتشرت عبر وسائل الإعلام اليابانية، وتم تسويق المفهوم تجاريًا. توجد مسابقات، سواء عبر الإنترنت أو في الواقع، لأشياء من نوع موي، بما في ذلك نظام تقييم محتوى الالعاب الياباني التي يعتبر الموي صنف في اللعبة. كما قدم العديد من النقاد البارزين مثل تاماكي سايتو وهيروكي آزوما وكازويا تسوروماكي وجهة نظرهم حول موي ومعناها.

## المعنى
تشير كلمة موي المستخدمة في اللغة العامية اليابانية إلى مشاعر المودة والعشق والتفاني والإثارة تجاه الشخصيات التي تظهر في المانغا والأنمي وألعاب الفيديو ووسائل الإعلام الأخرى (اليابانية عادةً). الشخصيات التي تثير مشاعر موي تسمى "شخصيات موي". وقد تطورت الكلمة أيضًا لاستخدامها في جميع أنواع المواضيع. ويتضمن معنى الكلمة فكرة أن "المشاعر العميقة تجاه موضوع معين"، وتستخدم في الحالات التي يكون فيها "الإعجاب" البسيطة غير كافي للتعبير عن هذا الشعور. السمة المشتركة في جميع مشاعر موي هي أن موضوع هذه المشاعر هو شيء لا يمكن للمرء أن يقيم علاقة حقيقية معه، مثل شخصية خيالية، أو آيدول، أو مادة غير عضوية. يمكن اعتبارها نوعًا من "الرومانسية الزائفة"، ولكن لا يُنظر إليها دائمًا على أنها مثل "الرومانسية".

## الاصل
أصل الكلمة والاثالة غير معروفين. حدد الكاتب المختص بالأنمي جون أوبليجر العديد من النظريات الشائعة التي توضح كيف يرتبط بأسم بطلات الأنمي، مثل توموي هوتارو من سيلور مون (يتم كتابة توموي كـ土萌، والكانجي ذي الصلة هو نفسه) أو موي ساغيساوا من أنمي Kyōryū Wakusei عام 1993. أصبح المصطلح شائعًا ورائج لأول مرة في 1993-1994 بين مستخدمي نظام لوحة البيانات الياباني.
عالم النفس تاماكي سايتو يعرّفها بأنها قادمة من الكلمة اليابانية التي تعني "البراعم"، مويرو (萌える). كين كيتاباياشي من معهد أبحاث نومورا يعرف موي بأنه "الانجذاب بقوة إلى المُثُل العليا لشخص". عرف كيتاباياشي كلمة موي على أنها تورية مع فعل غودان الياباني الذي يعني "ينبت"، موياسو (萌やす) ، ومشتركها "يحترق"، موياسو (燃やす). على نفس الخطى، عرف كيتاباياشي أنها تورية مع فعل إيتشيدان الياباني لـ "ينبت" مويرو (萌える) ومشتركها "يحرق" مويرو (燃える) ، والتي تعني "ليحترق" (بمعنى حرق القلب، أو حرق العاطفة)."
يستشهد عالم الأنثروبولوجيا باتريك غالبريث بموريكاوا كايتشيرو، الذي يرى أن المصطلح جاء من نظام لوحة البيانات مثل NIFTY-Serve وTokyo BBS في التسعينيات، ومن المعجبين الذين كانوا يناقشون شخصيات بيشوجو (الفتاة الجميلة). يقول غالبريث أن موي لها جذورها في تطور شخصيات بيشوجو في الثقافات الفرعية اليابانية في السبعينيات والثمانينيات. وقد تجسد ذلك في ازدهار اللوليكون في الثمانينيات، حيث كانت "أرضًا خصبة" لـ "الرغبة الناشئة في الشخصيات الخيالية".
وصف منظم كوميكت ايشيكاوا كوتشي شخصية لوم من مانغا أوريسي ياتسورا بأنها مصدر الموي والتسوندري الأول. تم أيضًا الاستشهاد بشخصية كلاريس من فيلم لوبين الثالث: قلعة كاجليسترو للمخرج هاياو ميازاكي كمثال محتمل للاصل. حيث يتصرف لوبين مثل الأخ الأكبر لكلاريس ويسخر من الكونت لزواجه من شخص في نصف عمره. وفقًا للناقد الادبي هيروكي آزوما، نظرًا لحصول شخصية ريه أيانامي من نيون جينيسيس إيفانجيليون على شعبية بين المعجبين، فقد "غيرت القواعد" التي تحكم ما يعتبره الناس ملهمًا للموي. خلقت الصناعة منذ ذلك الحين العديد من الشخصيات التي تشترك معها في سمات البشرة الفاتحة الباهتة والشعر الأزرق و"الشخصية الهادئة".